# Literatuur Vlaanderen
Literatuur Vlaanderen, tot september 2019 bekend als het Vlaams Fonds voor de Letteren (VFL), is een openbare instelling ter ondersteuning van de letterensector, van auteur tot lezer. In opdracht van de Vlaamse Regering en de Vlaamse minister van Cultuur worden subsidies verstrekt aan auteurs, vertalers, uitgevers en organisatoren, maar ook mensen uit de boekensector bij elkaar gebracht en gestimuleerd tot samenwerking over beleidsdomeinen en -grenzen heen. Samen met sterke partners werkt Literatuur Vlaanderen aan een rijk en divers literair landschap met een ruim en inclusief boekenaanbod.

## Geschiedenis
Op 30 maart 1999 werd het Vlaams Fonds voor de Letteren bij decreet opgericht door het Vlaams Parlement, onder meer onder impuls van toenmalig minister van Cultuur Luc Martens, en ging van start op 1 januari 2000. De instelling geldt als Vlaamse opvolger van het Nationaal Fonds voor de Letterkunde, dat bij wet van 18 augustus 1947 was opgericht onder impuls van minister van Openbaar Onderwijs Camille Huysmans.
Het fonds werd geleid door een raad van bestuur die het dagelijks bestuur delegeert aan een directeur met daarnaast een beslissingscollege, adviescommissies en een beroepscommissie. De eerste voorzitter werd auteur en hoogleraar Paul de Wispelaere. Carlo Van Baelen werd directeur en bleef 12 jaar aan het roer. In september 2002 nam de voorzitter samen met vier van de negen bestuursleden (waaronder ondervoorzitter Monika van Paemel en bestuurslid Anne-Marie Musschoot) ontslag omwille van de toenemende bureaucratisering. Filoloog Joris Gerits werd ad interim aangesteld en kort daarop verkozen als voorzitter met ondervoorzitter Cyriel van Tilborgh, de drijvende kracht achter het Willem Elsschot Genootschap.
Op 31 december 2009 liep Gerits' mandaat af waarna hij op 1 januari 2010 werd vervangen door Agalev-politicus Jos Geysels. Op 1 januari 2011 werd Koen Van Bockstal directeur. Vanaf 1 juli 2018 valt het Vlaams Fonds voor de Letteren onder het decreet deugdelijk bestuur waardoor met ingang van 1 september 2018 een volledig nieuw bestuur werd aangesteld met Mia Doornaert als voorzitster. In september 2019 werd de instelling herdoopt tot Literatuur Vlaanderen. Sinds 20 januari 2020 is Paul Hermans directeur van Literatuur Vlaanderen. Op 1 januari 2023 werd Luc Devoldere benoemd als voorzitter van Literatuur Vlaanderen voor vier jaar.

## Activiteiten
Vanuit haar rol om de Nederlandstalige literatuur in België en het buitenland te ondersteunen is Literatuur Vlaanderen op verschillende vlakken actief. De hoofdtaak is de subsidiëring van het literaire veld waardoor auteurs, vertalers, uitgevers en literaire tijdschriften diverse vormen van financiële ondersteuning kunnen aanvragen. Daarnaast verzorgt Literatuur Vlaanderen onder meer de buitenlandse promotie van de Vlaamse literatuur, organiseert het evenementen en is het betrokken bij het letterenbeleid van de Vlaamse overheid. De geboden ondersteuning is zowel gericht op de creatie, productie en presentatie van literair werk als op de brede omkadering van het literaire veld. Zo richt de subsidielijn van de auteurslezingen zich rechtstreeks tot een breed publiek met ontmoetingen tussen auteurs en lezers. Organisatoren zoals verenigingen, scholen, bibliotheken, leesclubs en kunstenorganisaties kunnen een auteurslezing aanvragen. Hier staat een financiële tegemoetkoming van 100 euro tegenover als de auteur is opgenomen in een auteurslijst die werknemers van Literatuur Vlaanderen en een professionele adviescommissie samenstellen aan de hand van strikte kwaliteitscriteria.

## Boekenoverleg
Literatuur Vlaanderen coördineert BoekenOverleg, als gesprekspartner van de overheid inzake boeken en literatuur. Het Overleg bestaat uit een kerngroep met onder meer Iedereen Leest, de Vlaamse Auteursvereniging, de bibliotheeksector, het Letterenhuis en de boekhandels, en een forumoverleg met de ruimere boeken- en letterensector.